# Ежегодная премия эстонской поп-музыки
Ежегодная премия эстонской поп-музыки (эст. Eesti Popmuusika Aastaauhinnad) или Золотой Диск (эст. Kuldne Plaat) — ежегодная музыкальная премия, которой с 1998 года Эстонское Общество Авторов, (эст. Eesti Autorite Ühing) Эстонский союз исполнителей (эст. Eesti Esitajate Liit) и NCB Eesti награждают выдающихся деятелей на эстонском музыкальном поприще: исполнителей, композиторов, аранжировщиков и др.
Критерии при выборе лауреатов:
- Количество купленных дисков
- Количество проигрываний песен на радио
- Количество легальных скачиваний в интернете

В 1998, 1999, 2003 и 2005 годах премия сотрудничала с эстонским Обществом изготовителей фонограмм (эст. Eesti Fonogrammitootjate Ühing).
Приглашения на участие в церемонии получают лауреаты премии а также представители медиа изданий. Доступ публике на церемонию закрыт.

## Лауреаты Золотого Диска

### 1998
- Альбом года: «Kuld» (Terminaator)
- Ансамбль года: Terminaator
- Дебютный альбом года: «Puudutus: Duetid» (Koit Toome)
- Певец года: Mati Nuude
- Певица года: Maarja-Liis Ilus
- Лейбл года: Aidem Pot
- Радио-хит года: «Tantsin Sinuga Taevas» (Smilers)
- Танцевальный хит года: «Ma Varjuna Kannul Sul Käin 98» (2 Quick Start)
- Клип года: «Kas Sa Kuuled?» (Cool D; režissöör Masa)
- Вклад в поп-музыку Эстонии: Terminaator — «Kuld»

### 1999
- Альбом года: «Millennium: The Best of Caater» (Caater)
- Ансамбль года: Caater
- Дебютный альбом года: «Geisha» (Push Up)
- Певец года: Mati Nuude
- Радио-хит года: «C’est La Vie» (2 Quick Start)
- Танцевальный хит года: «2O Si Nene» (Caater)
- Клип года: «Diamond of Night» (Evelin Samuel ja Camille Camille; režissöör Rando Pettai)
- Лейбл года: Hitivabrik
- Дизайн обложки года: Kujundajad Ervin Heigo Seppel ja Herkki-Erich Merila / Mr. Lawrence — «Sit and Spin»
- Вклад в поп-музыку Эстонии: Uno Loop

### 2002
- Альбом года: «Pööning põleb» (Meie Mees)
- Ансамбль года: Meie Mees
- Новичок года: Nightlight Duo («Jäljed liival»)
- Певец года: Uno Kaupmees
- Певица года: Anne Veski
- Лейбл года: Records 2000
- Автор года: Jaagup Kreem
- Радио-хит года: «Ühega miljoneist» (2 Quick Start)
- Клип года: «Star Deluxe» (No-Big-Silence)
- Продвижение эстонской поп-музыки: команда Эстонии не Евровидении 2001
- Вклад в поп-музыку Эстонии: Meie Mees — «Pööning Põleb»

### 2003
- Альбом года: «Kut senap sule» (Meie Mees)
- Ансамбль года: Meie Mees
- Новичок года: Pasadena
- Певец года: Jüri Homenja
- Певица года: Hannah
- Автор года: Sven Lõhmus
- Клип года: «Runaway» (Sahlene)
- Радио-хит года: «Unistus (As my life goes on)» (Tanel Padar)
- Лейбл года: Records 2000
- Продвижение эстонской поп-музыки: Rein Rannap
- Телеканал поп-музыки года: Muz-TV
- Вклад в поп-музыку Эстонии: Meie Mees — «Kut senap sule»

### 2004
- Альбом года: «Klounide rünnak» (Meie Mees)
- Ансамбль года: Meie Mees
- Новичок года: Nexus
- Певец года: Gicu Rau
- Певица года: Lea Liitmaa
- Лейбл года: Records 2000
- Автор года: Sven Lõhmus
- Клип года: «Freak In Me» (Soul Militia)
- Радио-хит года: «Ainult unustamiseks» (Smilers)
- Продвижение эстонской поп-музыки: Renee Meriste (Eesti Artistide Agentuur), ansambli Vanilla Ninja rahvusvahelise edu eest

### 2005
- Альбом года: «Ballaadid 2» (Hannah)
- Ансамбль года: Meie Mees
- Новичок года: Dynamint
- Певец года: Jaan Tätte ja Marko Matvere
- Певица года: Hannah
- Лейбл года: Topten
- Автор года: Henrik Sal-Saller
- Клип года: «Freak In Me» (Soul Militia)
- Радио-хит года: «Käime katuseid mööda» (Smilers)
- Продвижение эстонской поп-музыки: Boriss Dubrovski — AS Helisalv

### 2006
- Альбом года: «Meieh rullaadid» (Meie Mees)
- Ансамбль года: Meie Mees
- Новичок года: Tanel Padar & The Sun
- Певец года: Jaan Tätte ja Marko Matvere
- Певица года: Liisi Koikson
- Лейбл года: Topten
- Автор года: Hendrik Sal-Saller
- Клип года: «Eestlased» (Cool D)
- Радио-хит года: «Tough Enough» (Vanilla Ninja)

### 2007
- Альбом года: «100% Rock'n'Roll» (Tanel Padar & The Sun)
- Ансамбль года: Meie Mees
- Новичок года: Mari-Leen
- Певец года: Tanel Padar & The Sun
- Певица года: Mari-Leen
- Лейбл года: Eesti Artistide Agentuur
- Автор года: Hendrik Sal-Saller
- Радио-хит года: «Üle tumeda vee» (Smilers)
- Самый красивый артист года: Kristjan Kasearu
- Самый весомый артист года: Hellad Velled

### 2008
- Альбом года: «Äike Päike» (Niki)
- Ансамбль года: Smilers
- Новичок года: Traffic
- Певец года: Koit Toome
- Певица года: Niki
- Автор года: Hendrik Sal-Saller
- Радио-хит года: «Sunflowers» (Laura)
- Лейбл года: Eesti Artistide Agentuur
- Самый красивый артист года: Rolf Junior
- Вклад в поп-музыку Эстонии: Boris Lehtlaan

### 2009
- Альбом года: «UNISEX» (Tanel Padar & The Sun)
- Ансамбль года: Meie Mees
- Новичок года: HU?
- Певец года: Toomas Anni
- Певица года: Birgit Õigemeel
- Исполнитель года: Erki Pärnoja
- Автор года: Hendrik Sal-Saller
- Радио-хит года: «581 C» (Laura)
- Лейбл года: Eesti Artistide Agentuur
- Вклад в поп-музыку Эстонии: Ivo Linna
- Самый красивый артист года: Ines

### 2010
- Альбом года: «Tulemine» (Jaan Tätte)
- Ансамбль года: Jäääär
- Новичок года: Evelin Pang
- Певец года: Toomas Anni
- Певица года: Kihnu Virve
- Исполнитель года: Vaiko Eplik
- Автор года: Sven Lõhmus
- Радио-хит года: «Sellel ööl» (Violina ja Lenna Kuurmaa)
- Лейбл года: Eesti Artistide Agentuur
- Вклад в поп-музыку Эстонии: Heidy Tamme
- Самый красивый артист года: Ott Lepland
- Артист года в интернет-среде: Urban Symphony

### 2011
Церемония вручения премий проходила 17 марта 2011 года в Таллинском музыкальном училище имени Георга Отса. Вела церемонию  вокалистка эстонской группы Vanilla Ninja Пирет Ярвис.

#### Основные категории
- Певец года: Jaan Tätte
- Певица года: Liisi Koikson
- Альбом года: «Tuulevaiksel ööl»
- Ансамбль года: Zetod
- Новичок года: Ott Lepland
- Автор года: Jaan Tätte
- Радио-хит года: Ott Lepland — «Süte peal sulanud jää»
- Лейбл года: Hitivabrik
- Исполнитель года: Tõnu Raadik
- Вклад в поп-музыку Эстонии: Els Himma

#### Специальные категории
- Специальная премия от Music Online - Артист года в интернет-среде: Ott Lepland
- Специальная премия от Viru Folk за популяризацию фолк музыки: Indigolapsed
- Специальная премия от фестиваля Grillfest лучшей шоу-группе фестиваля: Lehmakommionud
- Специальная премия от конкурса «Eesti koolimiss» самому красивому артисту года: Getter Jaani

### 2012
Церемония вручения премий проходила 29 марта 2012 года в каммерном зале Эстонской академии музыки и театра. Вела церемонию  вокалистка эстонской группы Vanilla Ninja Пирет Ярвис.

#### Основные категории
- Певец года: Laur Teär
- Певица года: Getter Jaani
- Альбом года: «Good man down» Ewert and the two dragons
- Ансамбль года: Ewert and the two dragons
- Новичок года: Laur Teär
- Автор года: Sven Lõhmus
- Радио-хит года: «Valged ööd» - Getter Jaani, Koit Toome
- Лейбл года: Hitivabrik
- Исполнитель года: Koit Toome
- Вклад в поп-музыку Эстонии: группа Apelsin

#### Специальные категории
- Специальная премия от Music Online - Артист года в интернет-среде: Getter Jaani
- Специальная премия от Viru Folk за популяризацию фолк музыки: Untsakad
- Специальная премия от фестиваля Grillfest лучшей певица фестиваля: Nancy
- Специальная премия от конкурса «Eesti koolimiss» самому красивому артисту года: Liis Lemsalu